# Гаронна
Гаро́нна (фр. Garonne, лат. Garumna, окс. Garona) — река во Франции и Испании. Начинается в Пиренеях на высоте 1870 м в результате слияния нескольких рек, истоки которых располагаются на высоте до 2343 м. Впадает в Бискайский залив Атлантического океана.

## География
В пределах Пиренеев течёт в узкой глубокой долине, имеет крутое падение (угол падения равняется примерно 67 ‰), ниже является типичной равнинной рекой с хорошо разработанной долиной; ширина у города Бордо — до 500 м. Ниже Бордо сливается с рекой Дордонь и образует эстуарий Жиронда длиной около 75 км.
Протяжённость — 647 км (из них 523 — по территории Франции), площадь бассейна 56 тысяч км² (вместе с Дордонью — 84 811 км². Средний расход воды в устье около 680 м³/с. Питание преимущественно дождевое и за счет таяния горных снегов.

## Судоходство
Судоходна на 190 км (в том числе до Бордо доступна для морских судов). Благодаря каналам, является частью водной системы, соединяющей Бискайский залив со Средиземным морем.
Имеется ряд водохранилищ, ГЭС.

## История
На реке расположен исторический центр города Бордо — Порт Луны, включённый в список Всемирного наследия ЮНЕСКО в 2007 году.
В честь Гаронны был назван небольшой астероид главного пояса, открытый 29 января 1878 года Ж. Перротеном в Тулузской обсерватории, расположенной на берегу Гаронны.

## Притоки
Основные притоки:
- Сав
- Жер
- Баиз
- Арьеж (с Пиренеев)
- Тарн
- Ло

## Населённые пункты
Бордо, Ажен, Тулуза